# Blažka
Blažka je  žensko osebno ime. 

## Izvor imena
Ime Blažka je ženska oblika moškega osebnega imena Blaž.

## Različice imena
Blaška, Blaža, Blažena, Blaženka, Blaži, Blažica, Blažka

## Pogostost imena
Po podatkih Statističnega urada Republike Slovenije je bilo na dan 31. decembra 2007 v Sloveniji število ženskih oseb z imenom Blažka: 322.
Po podatkih Statističnega urada Republike Slovenije je bilo na dan 29. decembra 2015 v Sloveniji število ženskih oseb z imenom Blažka: 387

## Osebni praznik
Osebe z imenom Blažka praznujejo god takrat kot moške osebe z imenom Blaž.